# 필라델피 경로

필라델피 경로는 가자 지구와 이집트 사이의 국경에 위치해 있다.

필라델피 경로(영어: Philadelphi Route), 필라델피 통로(영어: Philadelphi Corridor), 필라델피 축(아랍어: محور فيلادلفيا, 히브리어: ציר פילדלפי), 살라흐앗딘 축(아랍어: محور صلاح الدين)은 가자 지구와 이집트 사이의 국경 전체를 따라 지나는, 길이 14 km의 좁은 영역으로, 1979년 이스라엘-이집트 평화 조약에 따라 완충 지대가 되었으며, 이스라엘군이 경비하고 있다. 필라델피 경로를 설정한 제일 큰 이유는 이집트와 가자 지구 사이의 무기 등 불법 물자의 이동을 막기 위해서였으나, 팔레스타인인 일부는 필라델피 경로 밑으로 터널을 파 무기를 반입하기도 하였다.
1995년 오슬로 협정에서 이스라엘은 필라델피 경로에 계속 주둔할 권리를 얻었지만, 2005년 이스라엘의 가자 지구 철수 이후 이집트와의 '필라델피 협정'이 종료되어, 이후 이집트는 필라델피 경로의 이집트 측에 국경 경비대원 750명을 배치하였다. 팔레스타인 측은, 2007년 하마스의 가자 지구 장악 이전까지 팔레스타인 자치 정부가 관할하였다. 라파 국경검문소의 관리는 팔레스타인 신분증 보유자의 출입을 제한하는 조건으로 이집트와 팔레스타인 자치 정부로 이관되었다.

## 배경
1979년 이스라엘-이집트 평화 조약에 따라, 이스라엘은 점령하고 있던 시나이반도에서 철수하기로 합의하였으며, 이집트와의 국경을 팔레스타인 위임통치령의 국경으로 정하였다. 새 국경은 도시 라파의 가운데를 지나, 마을이 절반으로 갈라지게 되었다. 라파에는 가자 지구의 주요 국경검문소인 라파 국경검문소가 설치되었다. 국경 근처 지역은 비무장화하여, 이집트는 경찰 병력만 주둔할 수 있었다. 필라델피 경로는 이 비무장지대를 따라 가는 14 km의 선이며, 북쪽 끝은 지중해 연안이고, 남쪽 끝은 케렘 샬롬 국경검문소로, 여기에서는 이집트, 이스라엘, 가자 지구가 모두 만난다.

## 필라델피 협정

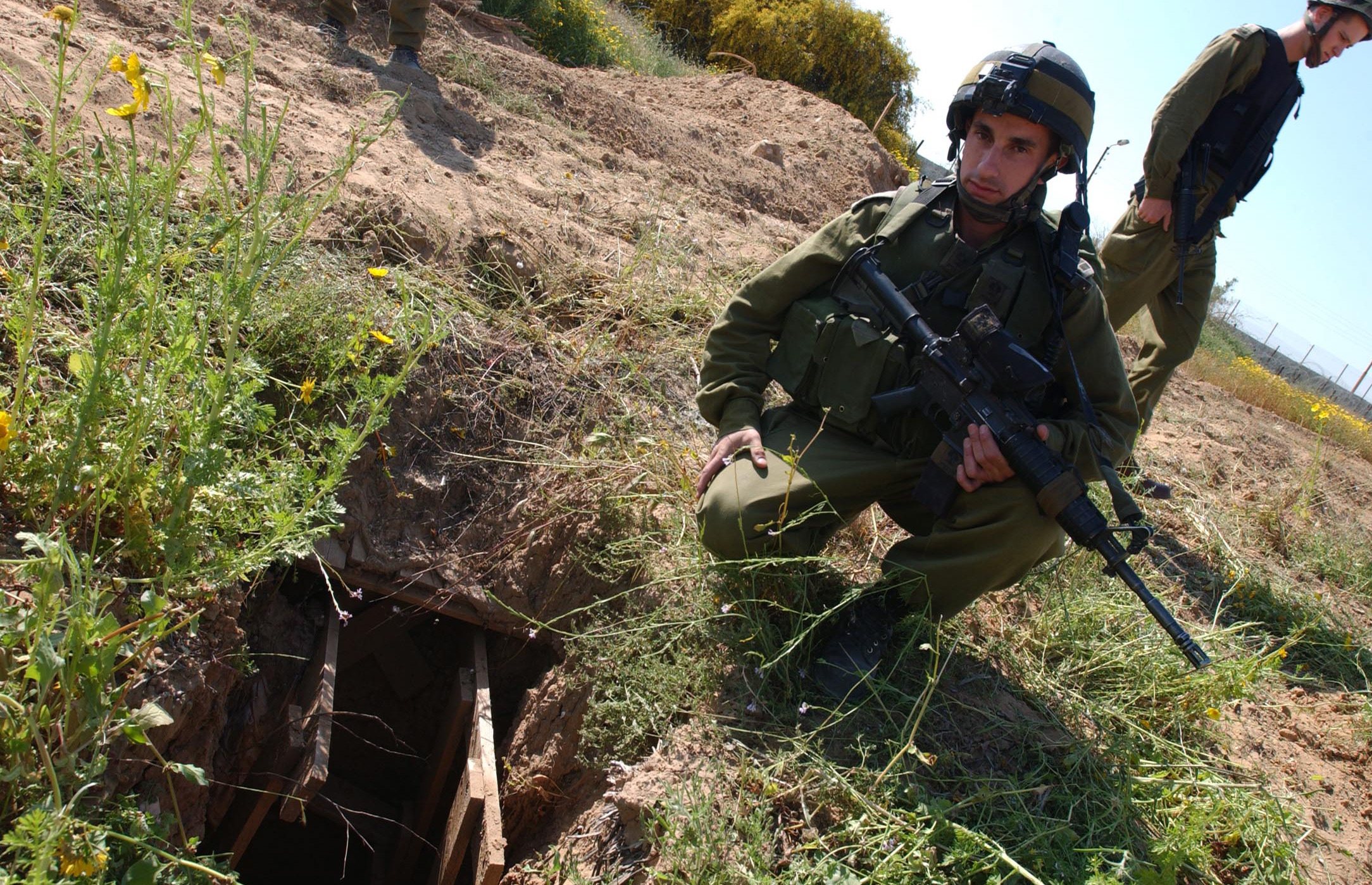
가자 철수 직전, 이스라엘 방위군 군인이 필라델피 경로에 건설된 터널을 발견한 모습.

2004년 크네세트는 이스라엘 군인 및 민간인 전체를 가자 지구에서 철수시킨다는 내용의 가자 지구 철수안을 통과시켰으며, 실제 철수는 2005년 8월 진행되었다.
필라델피 경로는 전략적 요충지이기 때문에, 이스라엘이 필라델피 경로에서 철수하면 가자 지구가 무장할 수 있으며, 이는 이스라엘의 안보 위협으로 작용할 수 있다는 비판은 지속적으로 제기되었으나, 이스라엘 정부는 필라델피 경로에 남을 경우 이스라엘-팔레스타인 분쟁이 격화되어, 오히려 정세가 더 불안정해질 수 있다고 판단하여, 철수를 결정하였다. 이스라엘의 철수 결정에 따라 이집트에서도 가자 지구의 무장에 따른 안보 우려가 제기되었으며, 팔레스타인 자치 정부가 감당할 수 없는 권력 공백이 생겨, 그 자리를 이슬람 극단주의자가 채울 것이라는 염려가 증가했다.
이로 인해 이스라엘은, 철수 후 터널을 통한 가자 지구로의 무기 반입을 막기 위해, 2005년 9월 1일 이집트와 필라델피 협정(Philadelphi Accord)을 체결하였다. 협정에는 이집트가 이집트 측 국경에 국경 경비대원 750명을 배치할 수 있도록 하는 내용과, 이스라엘과 이집트 간 정보 및 작전 협력에 관한 내용이 포함되어 있었다.
필라델피 협정은 총 83개 조항으로 구성되어 있으며, 양 측의 목표와 의무에 더해, 반입 가능한 기기와 무기 및 건축 가능한 기반 시설의 종류를 세세히 명시하였다.

### 이집트 국경 경비대
필라델피 협정에 따라, 이집트는 이집트 측 국경에 국경 경비대원 750명을 배치하였으며, 협정에서는 이집트의 병력을 '국경 침투 방지 및 테러와의 싸움을 위해 지정된 병력'으로 규정하여, 군사적 목적을 가지지 못하게 하였다. 또한, 협정 중 이집트가 협정을 재무장으로서 해석하려고 하자, 이에 대한 이스라엘의 강력한 반발에 따라, 새 협정에 의해 1979년 맺어진 이스라엘-이집트 평화 조약이 변경되거나 수정되는 것이 아님을 분명히 명시하고, 필라델피 경로와 시나이반도가 그대로 비무장 지대로 남는다고 기술하였다.
필라델피 협정에 따라, 본부와 4개 중대로 나뉜, 총 750명 규모의 이집트 국경 수비대(Egyptian Border Guard Force, BGF)가 창설되었으며, 협정에서는 국경 수비대가 사용할 수 있는 장비의 수를 다음과 같이 규정하였다.
- 돌격 소총 500정
- 경기관총 67정
- 경대인 발사기 27정
- 지상 레이더
- 경찰차 31대
- 물류 및 보조 차량 44대

또한, 초소, 망루, 병참 시설의 건설은 허용되었으나, 요새 건설이나, 중무장 장갑차, 군사적 정보 수집 장비, 위에 적은 수 이상의 무기 및 장비 반입은 금지되었다.

### 크네세트 내에서의 논란
법학자 일부는 필라델피 협정이 크네세트의 비준을 받을 필요가 있다고 주장했는데, 구체적으로는, 필라델피 협정은 이스라엘-이집트 평화 조약에서의 비무장 지대 일부를 부분적으로 재무장하게 되기 때문에, 조약이 일부 변경되는 셈으로, 이에 따라 크네세트의 승인이 필요하다는 것이었다. 크네세트 외교국방위원회 위원장 유발 슈타이니츠는 이에 대해 이스라엘 최고 법원에 탄원서를 제출하였다. 아리엘 샤론 총리는 이에 대해, 협정으로 인해 '비무장' 상태 자체는 바뀌지 않았기 때문에, 비준이 필요할 정도로 큰 변화가 아니라고 주장하였다.
2005년 7월 6일 법무상은 정부가 반드시 크네세트에게 비준을 받을 필요는 없으나, 관습에 따르면 받아야 한다고 판결했다.

## 라파 국경검문소
가자 지구에서의 철수 후인 2005년 11월 15일, 이스라엘은 팔레스타인 자치 정부와 이동 및 접근에 관한 합의를 체결하였는데, 여기에는 가자 지구-이집트 간 국경을 제한적으로 팔레스타인인에게 개방하고, 가자 지구에서 농산물을 수출할 수 있게 한다는 내용이 담겼으며, 버스와 트럭을 이용한 가자 지구와 서안 지구의 연결, 가자 항구 건설, 가자 공항에 대한 논의, 서안 지구 내 이동의 자유 증가 등도 논의되었으나, 이 중 실제로 실현된 사항은 없었다.
2005년 11월 25일, 라파 인근에 라파 국경검문소가 개업하였으며, 미국과 유럽연합의 감시 하에, 팔레스타인 자치 정부와 이집트가 운영하였다. 2006년 상반기 동안 라파 국경검문소는 하루에 약 9시간 반 정도 개방되어, 일평균 650명 가량이 통과하였는데, 이는 합의 체결 전의 2배에 가까웠다. 2006년 가자 지구 국경 습격으로 인해 이스라엘 군인 길라드 샬리트가 납치되자, 습격이 일어난 장소는 라파가 아니었음에도, 2006년 6월 25일 라파 국경검문소가 폐쇄되었다. 그 후로 라파 국경검문소는 부정기적으로 개방되었으며, 상품은 전혀 통과하지 못했다. 이스라엘은 유럽연합 감시관의 검문소 접근을 거부하였다. 2007년 하마스가 가자 지구를 장악하자, 이스라엘과 이집트 모두 가자 지구와의 국경을 폐쇄하였다.

### 2007년 이후
2008년 1월, 팔레스타인 무장대원 일부가 라파 근처 장벽의 여러 지점을 침범하였으며, 이를 통해 가자 지구 거주민 수천 명이 이집트로 유입되었다. 2012년 8월, 이집트 육군은 '테러의 어떤 요소와도 싸우기 위해' 이집트와 가자 지구 사이의 터널을 계속 파괴하고 있다고 발표하였다.
2011년 이집트의 무바라크 정권이 붕괴한 후, 이집트는 가자 지구 국경 제한을 일부 풀어, 팔레스타인인이 더 자유롭게 통과할 수 있도록 허용하였다. 이 시기에도 이집트군은 터널 파괴를 계속 이어갔다.
2013년 4월 기준, 이집트는 터널에 물을 채우는 방식으로 터널을 파괴하였으며, 가자 지구와의 국경에 주둔하는 병력의 수를 늘렸다.
2023년 이스라엘-하마스 전쟁으로 인해, 라파 국경검문소도 일부 폐쇄되었다.

## 같이 보기
- 라파 국경검문소